# Mandonio

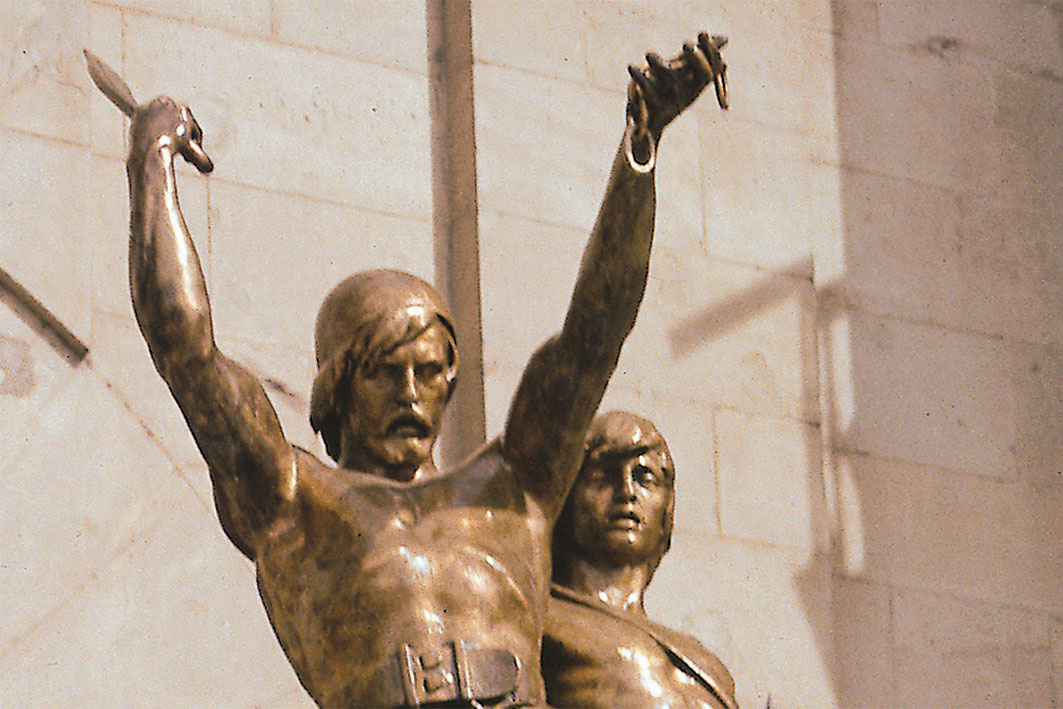
Monumento a Indíbil (a la izq.) y Mandonio en Lérida.

Mandonio era el jefe del pueblo de los ausetanos durante la invasión romana de Hispania.
Aunque las leyendas quieran hacerlo hermano de Indíbil [cita requerida], parece poco probable que lo fuera. Sin embargo, no es descartable alguna relación familiar a través del matrimonio de una hermana de uno con el otro.
Mandonio se rebeló contra la República romana junto con Indíbil en el 206 a. C., pero fue derrotado el 205 a. C. y murió crucificado.